# Arnold Robin

Arnold Robin im Audi R8 LMS GT3 beim Road to Le Mans 2022

Arnold Robin (* 7. Oktober 1984 in Le Mans) ist ein französischer Autorennfahrer und der ältere Bruder von Maxime Robin. 

## Karriere
Über den historischen Motorsport kam Arnold Robin Mitte der 2010er-Jahre zum professionellen. Nach Einsätzen im Michelin Le Mans Cup brachte ihn ein Engagement bei Graff Racing in die European Le Mans Series. Gemeinsam mit Vincent Capillaire und seinem Bruder Maxime fuhr er dort erst einen Ligier JS P320 in der LMP3-Klasse und ab 2021 einen LMP2-Oreca 07.
Bestes Ergebnis war bisher der siebte Endrang in der LMP3-Klasse in der European Le Mans Series 2020. Sein Debüt beim 24-Stunden-Rennen von Le Mans endete 2021 mit dem 19. Gesamtrang.

## Statistik

### Le-Mans-Ergebnisse
| Jahr | Team                | Fahrzeug                 | Teamkollege             | Teamkollege          | Platzierung | Ausfallgrund |
| ---- | ------------------- | ------------------------ | ----------------------- | -------------------- | ----------- | ------------ |
| 2021 | SO24-Dirob By Graff | Oreca 07                 | Maxime Robin            | Vincent Capillaire   | Rang 19     |              |
| 2023 | TF Sport            | Aston Martin Vantage AMR | Maxime Robin            | Valentin Hasse-Clot  | Ausfall     | Unfall       |
| 2024 | Akkodis ASP Team    | Lexus RC F GT3           | ---- Timur Boguslavskiy | Kelvin van der Linde | Rang 34     |              |
| 2025 | Akkodis ASP Team    | Lexus RC F GT3           | Finn Gehrsitz           | Jack Hawksworth      | Ausfall     | Unfall       |

### Einzelergebnisse in der FIA-Langstrecken-Weltmeisterschaft
| Saison | Team             | Rennwagen                | 1   | 2   | 3   | 4   | 5   | 6   | 7   | 8   |
| ------ | ---------------- | ------------------------ | --- | --- | --- | --- | --- | --- | --- | --- |
| 2021   | Graff            | Oreca 07                 | SPA | POR | MON | LEM | BAH | BAH |     |     |
| 2021   | Graff            | Oreca 07                 | 19  |     |     |     |     |     |     |     |
| 2023   | TF Sport         | Aston Martin Vantage AMR | SEB | POR | SPA | LEM | MON | FUJ | BAH |     |
| 2023   | TF Sport         | Aston Martin Vantage AMR | DNF |     |     |     |     |     |     |     |
| 2024   | Akkodis ASP Team | Lexus RC F GT3           | KAT | IMO | SPA | LEM | SAO | AUS | FUJ | BAH |
| 2024   | Akkodis ASP Team | Lexus RC F GT3           | DNF | 31  | 25  | 34  |     | 24  | 23  | DNF |
| 2025   | Akkodis ASP Team | Lexus RC F GT3           | KAT | IMO | SPA | LEM | SAO | AUS | FUJ | BAH |
| 2025   | Akkodis ASP Team | Lexus RC F GT3           | 21  | 21  | 22  | DNF | 22  |     |     |     |